# Endless Wire
Endless Wire es el undécimo álbum de estudio del grupo británico The Who, publicado por la compañía discográfica Polydor Records en octubre de 2006. Originalmente planeado para publicarse en 2005 con el título preliminar de WHO2, fue el primer disco de estudio del grupo con nuevo material en veinticuatro años, tras el lanzamiento de It's Hard en 1982.
Tras su publicación, Endless Wire obtuvo en general buenas reseñas de la prensa musical. A nivel comercial, debutó en el puesto siete de la lista estadounidense Billboard 200 y en el nueve en la británica UK Albums Chart. Varias canciones fueron incluidas en los conciertos del grupo entre 2006 y 2007, y gran parte del álbum fue usado en la adaptación musical de la novela The Boy Who Heard Music, que debutó en julio de 2007 en los talleres Powerhouse Summer Theater de Vassar College.

## Historia
Cuanto se conoce acerca de la evolución de Endless Wire proviene de la página web de Pete Townshend, hoy en día cerrada. El 21 de marzo de 2005, Townshend anunciaba de forma oficial el aplazamiento del nuevo álbum de The Who  Archivado el 12 de junio de 2011 en Wayback Machine.. El 24 de diciembre de 2005, Townshend anunciaba que el mánager del grupo, Bill Cubishley, había introducido un "gran plan" para permitir al grupo salir de gira en verano de 2006 como medio de promoción del nuevo álbum, si bien Townshend no tenía una "lista de treinta temas completos preparados para salir"  Archivado el 12 de junio de 2011 en Wayback Machine.. El 20 de marzo de 2006, Daltrey anunciaba que él y Townshend habían progresado en el desarrollo del álbum, y que Pete había compuesto un tema en relación con el síndrome de Estocolmo, titulado "Black Widow's Eyes". Asimismo, Daltrey comunicaba que Townshend había tocado partes de bajo en el álbum.
El 28 de marzo de 2006, Townshend anuncia a través de su página web que una miniópera, titulada "The Glass Housegold" y basada en su novela The Boy Who Heard Music, conforma el núcleo del álbum. Asimismo, anuncia planes de publicar una edición corta de la ópera en verano, antes de la edición del álbum completo  Archivado el 12 de junio de 2011 en Wayback Machine.. La entrada del diario confirma también la alineación de la banda: Pino Palladino al bajo, Pete Townshend a las guitarras, su hermano Simon Townshend colaborando en los coros, y John "Rabbit" Bundrick en los teclados. Peter Huntington, de la banda de Rachel Fuller, sustituye a Zak Starkey en la batería durante su ausencia por la gira de Oasis.
El 9 de abril de 2006, Townshend anuncia que una versión corta de "The Glass Household" había sido interpretada para los ejecutivos de Polydor, con una fecha de publicación fijada para junio, una gira por Europa a continuación y finalmente la publicación del álbum en septiembre  Archivado el 12 de junio de 2011 en Wayback Machine.. El 3 de mayo de 2006, Pete Townshend escribe en su diario que la masterización del nuevo EP, rebautizado como Wire & Glass, estaba completo y que había sido enviado a Polydor. Townshend anticipaba la publicación del EP para mediados de junio, con la publicación del álbum a mediados de septiembre. Asimismo, Pete anunció que en dos semanas The Who comenzaría a ensayar para su nueva gira, durante la cual Townshend finalizaría su trabajo en el álbum junto a Roger Daltrey  Archivado el 12 de junio de 2011 en Wayback Machine..
El 13 de mayo de 2006, Pete Townshend comunicaba que había varios problemas en publicar la miniópera al mismo tiempo en Norteamérica que en el resto del mundo. Aun así, anunciaba que "un disco de The Who estaba en reserva - casi finalizado, y será uno bueno"  (enlace roto disponible en Internet Archive; véase el historial, la primera versión y la última).. El 10 de junio de 2006, Townshend revelaba que entre las canciones ensayadas para la gira figuraban "Cry If You Want" (aparentemente a petición de Roger Daltrey), "I Don't Even Know Myself", "Relay", "Getting In Tune", "The Seeker", "Another Tricky Day", "Naked Eye", "Bargain", "Pure and Easy", "I'm a Boy", "Tattoo" y "Let's See Action", mientras que los conciertos de Norteamérica incluirían canciones propias de Daltrey como "Here for More" y el tema "Blue, Red and Grey" del álbum Who By Numbers. Asimismo, serían ensayadas para la gira las canciones que conformaban la mini-ópera Wire & Glass:  "Sound Round", "Pick Up the Peace", "Endless Wire", "We Got a Hit", "They Made My Dreams Come True" y "Mirror Door".
El 3 de octubre de 2006, "It's Not Enough" era publicada en la tienda musical de Apple iTunes al mismo tiempo que "Tea & Theatre". El 14 de octubre de 2006, Polydor inauguraba una página web para el álbum, anunciada desde la página personal de Townshend. En ella se permitiría la primera escucha de los temas "We Got a Hit" "Endless Wire" "It's Not Enough" "Black Widow's Eyes" "Mike Post Theme" y "Man in a Purple Dress".
El 23 de octubre, Endless Wire se podía escuchar por primera vez al completo en music.aol.com

## Lista de canciones
Todas las canciones escritas y compuestas por Pete Townshend excepto donde se anota. 
| N.º | Título                        | Escritor(es)                  | Duración |  |
| 1.  | «Fragments»                   | Pete Townshend, Lawrence Ball | 3:58     |  |
| 2.  | «A Man in a Purple Dress»     |                               | 4:14     |  |
| 3.  | «Mike Post Theme»             |                               | 4:28     |  |
| 4.  | «In the Ether»                |                               | 3:35     |  |
| 5.  | «Black Widow's Eyes»          |                               | 3:07     |  |
| 6.  | «Two Thousand Years»          |                               | 2:50     |  |
| 7.  | «God Speaks of Marty Robbins» |                               | 3:26     |  |
| 8.  | «It's Not Enough»             | Pete Townshend, Rachel Fuller | 4:02     |  |
| 9.  | «You Stand by Me»             |                               | 1:36     |  |

| Wire & Glass: A Mini-Opera |                                |                               |          |  |
| N.º                        | Título                         | Escritor(es)                  | Duración |  |
| 10.                        | «Sound Round»                  |                               | 1:21     |  |
| 11.                        | «Pick Up the Peace»            |                               | 1:28     |  |
| 12.                        | «Unholy Trinity»               |                               | 2:07     |  |
| 13.                        | «Trilby's Piano»               |                               | 2:04     |  |
| 14.                        | «Endless Wire»                 |                               | 1:51     |  |
| 15.                        | «Fragments of Fragments»       | Pete Townshend, Lawrence Ball | 2:23     |  |
| 16.                        | «We Got a Hit»                 |                               | 1:18     |  |
| 17.                        | «They Made My Dream Come True» |                               | 1:13     |  |
| 18.                        | «Mirror Door»                  |                               | 4:14     |  |
| 19.                        | «Tea & Theatre»                |                               | 3:24     |  |

| Temas extra (edición estándar) |                           |          |  |
| N.º                            | Título                    | Duración |  |
| 20.                            | «We Got a Hit» (Extended) | 3:03     |  |
| 21.                            | «Endless Wire» (Extended) | 3:03     |  |

| The Who Live at Lyon (edición deluxe) |                                         |          |  |
| N.º                                   | Título                                  | Duración |  |
| 1.                                    | «The Seeker»                            | 2:36     |  |
| 2.                                    | «Who Are You»                           | 6:58     |  |
| 3.                                    | «Mike Post Theme»                       | 3:55     |  |
| 4.                                    | «The Relay»                             | 7:40     |  |
| 5.                                    | «Greyhound Girl»                        | 3:04     |  |
| 6.                                    | «Naked Eye»                             | 8:26     |  |
| 7.                                    | «Won't Get Fooled Again»/«Old Red Wine» | 10:40    |  |

## Personal
The Who
- Roger Daltrey: voz
- Pete Townshend: guitarra, bajo, batería, piano, teclados, violín, banjo, mandolina y voz

Otros músicos
- Lawrence Ball: música electrónica en "Fragments"
- Ellen Blair: viola en "Trilby's Piano"
- John "Rabbit" Bundrick: órgano Hammond y coros
- Jolyon Dixon: guitarra acústica en "It's Not Enough"
- Rachel Fuller: teclados en "It's Not Enough" y orquestación en "Trilby's Piano"
- Peter Huntington: batería
- Gill Morley: violín en "Trilby's Piano"
- Vicky Matthews: cello en "Trilby's Piano"
- Billy Nicholls: coros
- Pino Palladino: bajo
- Stuart Ross: bajo en "It's Not Enough"
- Zak Starkey: batería en "Black Widow's Eyes"
- Simon Townshend: coros
- Brian Wright: violín "Trilby's Piano"

## Posición en listas
| País              | Lista                  | Posición |
| ----------------- | ---------------------- | -------- |
| Alemania          | Media Control Charts   | 34       |
| Austria           | Ö3 Austria Top 40      | 28       |
| Canadá            | Canadian Albums Chart  | 10       |
| Bélgica (Flandes) | Ultratop 200 Albums    | 60       |
| España            | Spanish Albums Chart   | 57       |
| Estados Unidos    | Billboard 200          | 7        |
| Noruega           | Norwegian Albums Chart | 23       |
| Países Bajos      | Mega Albums Top 100    | 77       |
| Reino Unido       | UK Albums Chart        | 9        |

| Sencillo          | País           | Lista                      | Posición |
| ----------------- | -------------- | -------------------------- | -------- |
| «It's Not Enough» | Estados Unidos | Hot Mainstream Rock Tracks | 37       |